# Paul Jakob
Paul Jakob (* 24. Juni 2002 in Kronach) ist ein deutscher American-Football-Spieler. auf der Position des Offensive Lineman.

## Karriere
Jakob begann 2018 mit dem Footballspielen unweit seiner Geburtsstadt Kronach bei den Saalfeld Titans, die zu diesem Zeitpunkt in der Landesliga (6. Liga) spielten. Zur anschließend wegen der Covid-19-Pandemie ausgefallenen Saison 2020 wechselte er zu den Coburg Black Dukes, für die er bis 2022 spielte.
Mit der Saison 2023 spielte Jakob erstmals auf dem internationalen Parkett in der European League of Football bei den Leipzig Kings. Nachdem sich diese aus finanziellen Gründen aus der ELF zurückziehen mussten, wechselte er zu Stuttgart Surge.
Für die Saison 2024 wurde Jakob zunächst von den Berlin Adlern aus der German Football League verpflichtet. Bereits im Dezember 2023 entschied er sich aber dazu einen Vertrag bei den Barcelona Dragons als E-Import für 2024 zu unterschreiben, womit er sein erstes Jahr im europäischen Ausland spielt. Hier wurde er jedoch noch vor Saisonbeginn verletzungsbedingt entlassen. Im Mai 2024 verpflichteten ihn daraufhin die Dresden Monarchs.